# Biverbanca
Biverbanca - Cassa di Risparmio di Biella e Vercelli S.p.A. è stato un istituto bancario italiano del Gruppo Cassa di Risparmio di Asti, operante in Piemonte, Valle d'Aosta e Lombardia. Aveva sede a Biella, Piemonte.
La banca era una Cassa di risparmio.

## Storia
È stata costituita il 23 novembre 1994 con la fusione di Cassa di Risparmio di Biella S.p.A. (fondata nel 1856) con la Cassa di Risparmio di Vercelli (fondata nel 1851).
Nel 1997 il 55% delle azioni Biver Banca viene ceduto dalle fondazioni bancarie Cassa di Risparmio di Biella e Cassa di Risparmio di Vercelli alla Banca Commerciale Italiana, poi diventata Banca Intesa e infine Intesa Sanpaolo.
A fine 2007 Intesa Sanpaolo cede le sue azioni a Banca Monte dei Paschi di Siena per 399 milioni di euro.
Nel 2008 viene eseguito un aumento di capitale che porta MPS al 59% e le fondazioni CR Biella al 35% e CR Vercelli al 6%.
Nel 2010 Biverbanca acquista le filiali della zona della Banca Antonveneta, controllata di MPS. Questo porta MPS a controllare il 60,42% e le fondazioni CR Biella al 33,44% e CR Vercelli al 6,14%.
Il 28 dicembre 2012 Banca Monte dei Paschi di Siena cede il 60,42% del capitale sociale di Biverbanca al gruppo Cassa di Risparmio di Asti per 203 milioni di euro e una clausola di 10 anni per la valorizzazione della quota posseduta da Biverbanca nella Banca d'Italia in seguito a una modifica del capitale sociale della stessa.
Il 29 novembre 2018 Cassa di Risparmio di Asti si accorda con le fondazioni azioniste di minoranza di Biverbanca, Fondazione Cassa di Risparmio di Biella con il 33,34% e Fondazione Cassa di Risparmio di Vercelli con il 6,14%, per l’acquisizione delle residue partecipazioni nella controllata Biverbanca mediante conferimento in natura a Banca di Asti e relativo aumento di capitale riservato per una valutazione di 125 milioni di Euro delle partecipazioni.